# Ideogram
Een ideogram is een symbool waarvan de betekenis bepaald wordt met behulp van het door het ideogram afgebeelde voorwerp. Vaak worden ideogrammen uitgebreid met een "ideogrammenstreepje", om aan te duiden dat de bedoelde referent overeenkomt met de betekenis van het afgebeelde. Met andere woorden: vorm en referent staan hier in rechtstreeks verband met elkaar, hetgeen niet het geval is bij gewone woorden.
Voorbeeld: het ronde bordje 'Verboden voor honden', hiervan is de afgebeelde hond het pictogram en zijn de rode rand en rode diagonale balk met witte achtergrond het ideogram.
In de geschiedenis van de taal zijn ideogrammen waarschijnlijk de oudste manier om geschreven taal te onderscheiden van gesproken taal.
De Chinese talen zijn de bekendste eigentijdse voorbeelden van talen waarin op grote schaal gebruik wordt gemaakt van ideogrammen. Het Chinees schrift kent zeer veel verschillende karakters (ca. 10.000). Elk van deze karakters afzonderlijk staat voor een op een bepaalde manier (bijvoorbeeld op een zekere toonhoogte) uitgesproken lettergreep met een specifieke betekenis. Deze betekenis komt van oudsher min of meer overeen met wat door middel van het bijbehorende karakter wordt afgebeeld. Daarmee zijn de Chinese karakters dus tevens ideogrammen. Chinese woorden worden in de regel gevormd door twee of meer karakters te combineren.
Een soortgelijk systeem was kenmerkend voor bijvoorbeeld de Egyptische hiërogliefen.

## Etymologie
Het woord ideogram is samengesteld uit de Oudgriekse woorden ἰδέα (idea) "idee" + γράφειν (graphein) "schrijven".